# Йона Кавасила
Йона Кавасила (на гръцки: Ιωνάς Καβάσιλας) е православен духовник, охридски архиепископ в началото на XVI век. Ако се съди по презимето му, по произход трябва да е грък. Познат е единствено от една възпоминателна приписка, оставена от светогорския прот Серафим в славянски ръкопис от библиотеката на Протатон в Карея.